# Chris Parnell

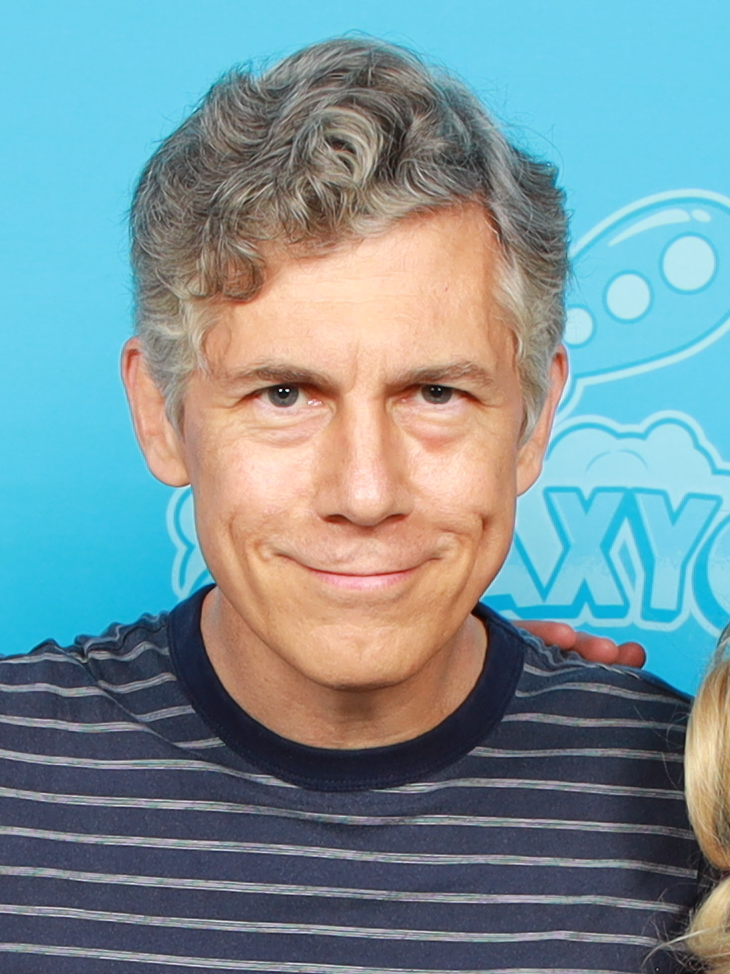
Chris Parnell, 2024

Thomas Christopher „Chris“ Parnell (* 5. Februar 1967 in Memphis, Tennessee) ist ein US-amerikanischer Schauspieler und Komiker.

## Leben
Parnell besuchte zunächst die High School in Germantown und erwarb danach an der North Carolina School of the Arts in Winston-Salem den Bachelor of Fine Arts. Er lehrte Schauspiel an seiner ehemaligen Schule, bevor er nach Los Angeles zog, wo er zunächst einige Jahre dem Improvisationstheater The Groundlings angehörte.
1998 wurde er erstmals Mitglied in dem Ensemble der NBC-Comedy-Fernsehshow Saturday Night Live, in der er unter anderem als Bing Crosby, Eminem, George W. Bush, John McCain und Tom Hanks auftrat. 2001 wurde er aufgrund von Budgetgründen von Produzent Lorne Michaels entlassen, jedoch kurz darauf wieder eingestellt. Aufgrund erneuter Budgetkürzungen wurde Parnell 2006 neben Horatio Sanz und Finesse Mitchell gekündigt. Mit acht Seasons gehört er zu den langjährigsten Ensemblemitgliedern der Show.
Zwischen 2006 und 2013 spielte er in 25 Episoden die wiederkehrende Gastrolle des Doctor Spaceman in der Sitcom 30 Rock, die von SNL-Produzent Lorne Michaels produziert wurde. Von 2011 und 2014 stellte er Fred Shay in der Comedyserie Suburgatory dar.

## Filmografie (Auswahl)

### Filme
- 1996: Versprochen ist versprochen (Jingle All the Way)
- 2000: The Ladies Man
- 2003: Down with Love – Zum Teufel mit der Liebe! (Down with Love)
- 2004: Anchorman – Die Legende von Ron Burgundy (Anchorman: The Legend of Ron Burgundy)
- 2004: Wake Up, Ron Burgundy: The Lost Movie
- 2007: Mein Name ist Fish (I’m Reed Fish)
- 2007: The Grand
- 2007: Walk Hard: Die Dewey Cox Story (Walk Hard: The Dewey Cox Story)
- 2009: (K)ein bisschen schwanger (Labor Pains)
- 2009: Paper Man – Zeit erwachsen zu werden (Paper Man)
- 2012: 21 Jump Street
- 2012: Fast verheiratet (The Five-Year Engagement)
- 2013: Nix wie weg – vom Planeten Erde (Escape from Planet Earth, Stimme)
- 2013: Anchorman – Die Legende kehrt zurück (Anchorman: The Legend Continues)
- 2017: Battle of the Sexes – Gegen jede Regel (Battle of the Sexes)
- 2018: Slice
- 2018: Hotel Transsilvanien 3 – Ein Monster Urlaub (Hotel Transylvania 3: Summer Vacation, Stimme)
- 2018: Gänsehaut 2 – Gruseliges Halloween (Goosebumps 2: Haunted Halloween)
- 2019: The Last Laugh
- 2019: A Name Without a Place
- 2019: I Am Woman
- 2021: Abenteuer ʻOhana (Finding ’Ohana)
- 2021: Nicht schon wieder allein zu Haus (Home Sweet Home Alone)
- 2021: Hot Mess Holiday
- 2022: Senior Year
- 2022: Chip und Chap: Die Ritter des Rechts (Chip 'n' Dale: Rescue Rangers)
- 2022: Nachts im Museum: Kahmunrah kehrt zurück (Night at the Museum: Kahmunrah Rises Again, Stimme)
- 2024: Our Little Secret

### Fernsehserien
- 1996–1998: Susan (Suddenly Susan, 2 Folgen)
- 1997: Seinfeld (Folge 9x01)
- 1998: Conrad Bloom (2 Folgen)
- 1998–2008, 2012: Saturday Night Live (148 Folgen)
- 2001: Friends (Folge 8x05)
- 2006–2013: 30 Rock (24 Folgen)
- 2007–2015: WordGirl (129 Folgen, Stimme)
- 2008: Miss Guided (7 Folgen)
- 2009–2023: Archer (Stimme)
- 2010: Eureka – Die geheime Stadt (Eureka, 2 Folgen)
- 2011–2014: Suburgatory (36 Folgen)
- seit 2013: Rick and Morty (Stimme)
- 2014: Glee (Folge 5x17)
- 2014: Bad Judge (Folge 1x01)
- 2015: Brooklyn Nine-Nine (2 Folgen)
- 2015–2016: Wir sind die Croods! (Dawn of the Croods, 12 Folgen, Stimme)
- 2015–2017: Die Mr. Peabody & Sherman Show (The Mr. Peabody & Sherman Show, 52 Folgen, Stimme)
- 2016–2020: Elena von Avalor (Elena of Avalor, 22 Folgen, Stimme)
- 2018: Grown-ish (9 Folgen)
- 2018–2019: Happy Together (7 Folgen)
- 2019: Miracle Workers (eine Folge)
- 2019–2020: Bless the Harts (Stimme, 2 Folgen)
- 2021: Hunde im All (Dogs in Space, 10 Folgen, Stimme)
- 2022: Die geheime Benedict-Gesellschaft (The Mysterious Benedict Society, 2 Folgen)
- 2023: Haileys Mission (Stimme, eine Folge)
- 2024: Fallout